# Kristall Elektrostal
Kristall Elektrostal (ru: Кристалл Электросталь) je hokejový klub z Elektrostalu, který hraje Ruskou ligu ledního hokeje (2. liga po Kontinentální hokejové lize) v Rusku.

## Bývalé názvy
- 1949–1953: Chimik Elektrostal
- 1953–1954: Klub K. Marxa
- 1954–1956: DK K. Marxa
- 1956–1968: Elektrostal
- 1968–2000: Krystall Elektrostal
- 2000–2003: Elemasch Elektrostal
- 2003-: Kristall Elektrostal